# Bela sehlička
Bela sehlička (znanstveno ime Marasmiellus candidus) je gliva iz rodu sehličk (Marasmiellus).

## Značilnosti
Klobuk ima v premeru od 6 do 18 mm. Mlad je konveksen, kasneje se razširi in na sredini dobi vdolbino. Je tanek in krhek. Površina je suha, gola in rahlo radialno nagubana. Je bele do belkaste barve, v starosti dobi rožnate ali rumenkaste madeže.
Lističi so zelo razmaknjeni in se spuščajo po betu navzdol. Proti robu klobuka spominjajo na žilice. Najprej so beli, s starostjo postanejo rožnate barve.
Bet je dolg od 4 do 7 mm in debel od 0,5 do 1 mm. Je enakomerno valjast in sprva gol in bele barve, sčasoma pa od dnišča navzgor postane rjavkasto sivo žametast z majhno blazinico belkastih dlačic na mestu pritrditve na podlago. Brez obročka oziroma ostankov zastirala.
Meso je belkasto in tanko, brez posebnega vonja in okusa.

## Razširjenost in življenjski prostor
Razširjena po vsemu svetu. Raste v skupinah kot gniloživka na vejicah, majhnih hlodih in podobnem lesnem odpadu v iglastih in mešanih gozdovih. Najdemo jo lahko od poletja do zime.

## Mikroskopske značilnosti
Trosni odtis je bele barve. Trosi so podolgovato elipsaste oblike z raztegnjenim vrhom s katerim so bili pritjeni na bazidij, gladki, z več oljnimi kapljicami, neamiloidni in merijo 12–19 x 4–6 μm.

## Podobne vrste
- sluzasta širokolistka (Oudemansiella mucida) je večja in ima na betu obroček.

## Uporabnost
Neužitna.